# Danny Burch
Martin Harris (* 31. Dezember 1981 in London, England) ist ein englischer Wrestler. Er ist derzeit Free Agent. Sein bislang größter Erfolg ist der Erhalt der NXT Tag Team Championship bei WWE.

## Wrestling-Karriere

### Free Agent in Europa (2003–2012)
Harris wurde 2003 an der FWA Academy ausgebildet. Er trat unter dem Ringnamen Joe Riot in verschiedenen Shows an, darunter ein Match für All Star Wrestling in Croydon im Sommer 2003. Harris trat am 4. September 2004 zum ersten Mal, unter dem Namen Martin Stone auftrat.
Während er noch in der FWA war, reiste Stone durch ganz Großbritannien und nahm an mehreren anderen Turnieren teil, darunter International Pro Wrestling: Großbritannien, One Pro Wrestling, LDN Wrestling und Real Quality Wrestling. Stone gewann mehrere Top-Titel in diesen Promotionen.
Am 18. Juni 2005 gewann er zusammen mit Stixx die FWA Tag Team Championships. 16 Monate später wurde Stone der Titel aberkannt, nachdem er am 19. November 2006, aufgrund von Verpflichtungen mit IPW: UK keine Titelverteidigung durchführen konnte.
Während dieser Zeit nahm Stone an einem RQW-Turnier, bei Not Just For Christmas teil und gewann es, um RQWs Schwergewichts-Champion zu werden. Stone besiegte Iceman und Aviv Maayan in den ersten beiden Runden, bevor er Pac im Finale besiegte, um die vakante Meisterschaft zu gewinnen. Im September 2007 begann Stone regelmäßig um die deutsche Promotion Westside Xtreme Wrestling zu kämpfen. Am 26. Juli 2008 gewann Stone zusammen mit Doug Williams die wXw Tag Team Championship.
Im Februar 2008 nahm Stone an Chikaras King of Trios-Turnier in Philadelphia, USA, teil und arbeitete mit The Kartel als Team zusammen. In der zweiten Runde des Turniers wurde er jedoch vom Goldenen Trio Delirious, Hallowicked und Helios besiegt. Am 28. August 2008 besiegte Stone Eamon O’Neill und James Tighe und gewann die Premier Promotions Worthing Trophy.
Am 13. Februar 2010 besiegte Martin Stone beim britischen Uproar-Event in Broxbourne Andy Simmonz im Turnierfinale und wurde der erste FWA Heavyweight Champion.
Am 14. März 2010 bei PW101 Unaufhaltsam bei The Hubs in Sheffield. Martin Stone besiegte 11 andere Männer im 101 Championship Rush Match und besiegte zuletzt Martin Kirby, um Pro Wrestling 101s erster und einziger Heavyweight Champion zu werden. Nach seiner Rückkehr nach Großbritannien im Jahr 2014, forderte Stone Jack Jesters ICW Heavyweight Championship heraus, den Titel konnte er jedoch nicht gewinnen.

### World Wrestling Entertainment (2011–2014)
Ende 2011 unterschrieb Harris bei WWE. Er erhielt den Ringnamen Danny Burch und gab am 15. Mai 2013 sein Fernsehdebüt für NXT und verlor gegen Bray Wyatt. Von da an wurde Burch sporadisch eingesetzt, bis am 30. April 2014 berichtet wurde, dass er von WWE entlassen wurde.

### Total Nonstop Action Wrestling (2014–2015)
2014 trat Harris unter seinem Namen Martin Stonem, in der zweiten Staffel des TNA British Boot Camp auf. Am 16. Februar 2015 nahm Harris am TNA One Night Only: Gut Check teil, bei dem er Jessie Godderz besiegte, um sich später in dieser Nacht für den Main Event zu qualifizieren. Das Hauptmatch konnte er jedoch nicht gewinnen. Dies war danach sein letzter Kampf für TNA.

### World Wrestling Entertainment (2015–2022)
Am 16. Juli 2015 trat Stone, obwohl er nicht erneut bei WWE unter Vertrag genommen wurde, in einem NXT Serie auf, wo er gegen Kevin Owens verlor. Er trat am 13. August 2015 zum zweiten Mal bei NXT auf, wo er gegen Apollo Crews verlor. Am 16. September trat er zum dritten Mal auf, wo er als sein alter NXT-Name Danny Burch bezeichnet wurde und gegen Tye Dillinger verlor. Er trat zum vierten Mal am 21. Oktober 2015 bei NXT auf, wo er gegen James Storm verlor. Burch trat am 13. Januar 2016 erneut bei NXT an, als er gegen Tommaso Ciampa verlor.
Am 6. Januar 2017 gab WWE bekannt, dass Burch am 16 Mann WWE Meisterschaftsturnier in Großbritannien teilnehmen wird. Burch wurde in der ersten Runde von Jordan Devlin eliminiert. In der Folge von NXT vom 19. April trat Burch in einer Niederlage gegen Andrade Almas auf.
Ab August startete Burch eine Fehde mit Oney Lorcan beginnen, nach seinem Sieg gründeten sie ein Team. Anfang 2018 nahmen sie am Dusty Rhodes Tag Team Classic teil, wurden aber in der ersten Runde eliminiert. Am 29. April 2018 unterzeichnete Burch erneut einen Vollzeitvertrag mit WWE.
Am 24. September 2019 gab Burch sein 205 Live-Debüt, als er und sein Tag Team Partner Lorcan den Drew Gulak und Tony Nese besiegten.
Am 30. Januar 2020 kehrte Burch zu NXT UK zurück, um sich mit Lorcan in einem Tag Team Match gegen The Hunt zusammenzutun. Hiernach bestritten sie mehrere Tag Team Matches und Qualifikationsmatches zusammen, jedoch konnten sie diese teils nicht gewinnen. Am 21. Oktober 2020 gewannen sie die NXT Tag Team Championship. Hierfür besiegten sie Breezango Fandango und Tyler Breeze.
Bei NXT TakeOver: WarGames IV am 6. Dezember 2020, bestritt er zusammen mit Pat McAfee, Oney Lorcan und Pete Dunne ein War Games-Match, dieses verloren sie. Die Regentschaft hielt 153 Tage und wurden am 23. März 2021, aufgrund seiner Verletzung für vakant erklärt. Am 23. August 2021 feierte er seine Rückkehr in die Shows, indem er zusammen mit Lorcan Timothy Thatcher und Tommaso Ciampa abfertigte. Am 5. Januar 2022 wurde er von WWE entlassen.

## Titel und Auszeichnungen
- World Wrestling Entertainment
  - NXT Tag Team Championship (1×) mit Oney Lorcan

- 4 Front Wrestling
  - 4FW Heavyweight Championship (1×)

- Atlanta Wrestling Entertainment
  - GWC Championship (1×)

- Best of British Wrestling
  - BOBW Heavyweight Championship (1×)

- Frontier Wrestling Alliance
  - FWA Tag Team Championship (1×) mit Stixx
  - FWA World Heavyweight Championship (1×)

- Full Impact Pro
  - FIP Florida Heritage Championship (1×)

- German Stampede Wrestling
  - GSW Tag Team Championship (1×) mit Matt Vaughn

- International Pro Wrestling: United Kingdom
  - IPW:UK Championship (3×)

- LDN Wrestling
  - LDN Championship (2×)

- NWA Florida Underground Wrestling
  - NWA FUW Flash Championship (1×)

- One Pro Wrestling
  - 1PW World Heavyweight Championship (1×)
  - 1PW Openweight Championship (1×)

- Platinum Pro Wrestling
  - PPW Platinumweight Championship (1×)

- Pro Wrestling 101
  - PW101 Championship (1×)

- Real Quality Wrestling
  - RQW Heavyweight Championship (1×)

- Premier Promotions
  - Worthing Trophy (2008)

- Revolution Pro Wrestling
  - RPW Undisputed British Tag Team Championship (1×) mit Joel Redman

- Rock and Metal Wrestling Action
  - RAMWA Heavyweight Championship (1×)

- United States Wrestling Alliance
  - Wrestle Bowl (2016)

- Wardust Wrestling League
  - WWL Championship (1×)

- The Wrestling League
  - Wrestling League World Championship (1×)

- Westside Xtreme Wrestling
  - wXw Tag Team Championship (1×) mit Doug Williams

- World Xtreme Wrestling
  - WXW Tag Team Championship (1×) mit Jody Kristofferson

- Pro Wrestling Illustrated
  - Nummer 182 der Top 500 Wrestler in der PWI 500 in 2010
  - Nummer 193 der Top 500 Wrestler in der PWI 500 in 2019